# Jack Rollins
Jack Rollins (que va néixer amb el nom de Jacob Rabinowitz; Nova York, 23 de març de 1915 - Manhattan, 18 de juny de 2015) fou un productor cinematogràfic nord-americà.